# Mucho más que miel
Mucho más que miel (cuyo título original es: More than Honey) es una película documental de 2012 del director suizo Markus Imhoof sobre la mortalidad global de las abejas desde California hasta China.
La película se estrenó el 11 de noviembre. Se estrenó en el Festival de Cine de Locarno en agosto de 2012 y se estrenó el 2 de agosto. Se mostró en el Festival de Cine de Hamburgo en octubre del mismo año. El estreno en Austria tuvo lugar el 4 de abril. El 25 de octubre siguió al estreno en cines en la Suiza de habla alemana y el 28 de noviembre de 2012 en la Suiza francófona.
En Suiza, la película se convirtió en la película suiza más exitosa de 2012 y el documental suizo más exitoso de todos los tiempos. Además del Premio de Cine Suizo, la coproducción internacional también ganó el premio nacional más alto para documentales en Alemania y Austria.

## Argumento
El documental "Mucho más que miel" sigue la mortalidad de las abejas en todo el mundo. Explica que más de un tercio de nuestra comida no prosperaría sin la ayuda de las abejas, es decir, sin la polinización. Se dice que Albert Einstein dijo: “Si las abejas mueren, los humanos morirán cuatro años después." Sin embargo, tal cita no es conocida por el Instituto Einstein en Israel.
La película muestra a varios apicultores y un equipo de investigación de Berlín en el trabajo y arroja luz sobre su relación con sus colonias de abejas. Y así, la vida de las abejas se muestra de formas muy diferentes, comenzando en la aldea de Twirgi en Nessental (municipio de Gadmen, Oberland bernés), pasando por los criadores de reinas en Mariazell (Estiria) y varios apicultores en los Estados Unidos, hasta el equipo de investigación de abejas en Australia . La película trata de transmitir que la muerte masiva de abejas (trastorno de colapso de colonias) que ocurre en territorio estadounidende, en particular es favorecida por la apicultura industrial, si no es que realmente es causada. Las enfermedades se transmiten entre colonias de abejas a través de la cría industrial, lo que lleva a que las colonias sean medicadas (antibióticos) deben ser tratados. El transporte a largo plazo de las colonias de abejas entre huertas muy separadas en diferentes zonas climáticas ejerce una presión adicional sobre las colonias de abejas. Como factor adicional, la película muestra el tratamiento de estas plantaciones con pesticidas, que provocan daños en las colonias de abejas. En ciertas zonas de la República Popular China, las abejas ya se han extinguido y la polinización de las flores la realizan minuciosamente los humanos. Cada flor individual se frota con un hisopo de algodón que tiene polen adherido. Esto debe verse como una advertencia, que podría provocar la muerte de las abejas.
Hacia el final, la película trata sobre la "abeja asesina" (abeja africanizada ) que se ha dado a conocer a través de los medios y que ha demostrado ser mucho más resistente que las abejas reproductoras autóctonas. Aunque estas abejas se consideran más resistentes, también son más agresivas. Se da a entender que la 'dulzura' criada durante muchas décadas ha significado que las cepas de la abeja melífera occidental se han vuelto significativamente más susceptibles a enfermedades y parásitos, en particular el ácaro varroa, debido a la atrofia de las habilidades defensivas, por ejemplo.
Finalmente, las abejas se muestran en Australia, donde aún no ha llegado la mortalidad de las abejas. En una isla solitaria del Pacífico, se intenta asentar una última colonia de abejas de todos los tiempos, como el "Arca de las abejas de Noé".
Markus Imhoof y su equipo trabajaron en esta película durante cinco años.

## Crítica
La película afirma que hay regiones en China donde las abejas se han extinguido y donde, por lo tanto, se ha tenido que utilizar la polinización manual. Sin embargo, eso está mal. La pera Jinhuali, una pera china, en realidad se poliniza a mano, no por falta de abejas, sino por el tiempo de floración y la economía.

## Reconocimientos
- Apisticus del año 2018 por el documental "Mucho más que miel"[6]
- Bavarian Film Award 2013 en la categoría "Película Documental"
- PRIX DU PUBLIC – premio del público en el Festival de Cine de Solothurn 2013[7]
- Swiss Film Awards 2013 en las categorías "Película documental" y "Música de cine"
- Romy 2013 en las categorías "Mejor Documental de Cine" y "Mejor Documental de Cine de Productor"
- Premio del Cine Alemán 2013 en la categoría "Cine Documental"
- Prix Walo 2012 en la categoría "Producción cinematográfica" (otorgado el 12. Mayo 2013)
- Candidatura suiza al Óscar en la categoría "Mejor película extranjera"
- Zurich Film Prize 2012 - Mejor Documental
- Premio de Cine Austriaco - Mejor Diseño de Sonido
- Gilde Film Award - Mejor Documental Film Art Fair Leipzig
- Premio Alemán de Cine de Naturaleza y Premio del Público en el Festival de Cine de Naturaleza de Darss
- Festival Internacional de Cine de Santa Bárbara – Mejor Documental
- Festival de Cine Verde de San Francisco—Premio al Mejor Largometraje